# China Open 1996
Il China Open 1996 è stato un torneo di tennis giocato sul sintetico indoor. 
È stata la 4ª edizione del torneo maschile, che fa parte della categoria World Series 
nell'ambito dell'ATP Tour 1996, e la 3ª del torneo femminile facente parte della categoria Tier IV nell'ambito del WTA Tour 1996. 
Il torneo si è giocato a Pechino, in Cina, dal 7 al 20 ottobre 1996.

## Campioni

### Singolare maschile
Greg Rusedski ha battuto in finale  Martin Damm con il punteggio di 7–6(5), 6–4

### Singolare femminile
Shi-Ting Wang ha battuto in finale  Li-Ling Chen con il punteggio di 6–3, 6–4

### Doppio maschile
Martin Damm /  Andrej Ol'chovskij hanno battuto in finale  Patrik Kühnen /  Gary Muller con il punteggio di 6–4, 7–5

### Doppio femminile
Naoko Kijimuta /  Miho Saeki hanno battuto in finale  Yuko Hosoki /  Kazue Takuma con il punteggio di 7–5, 6–4